# Nora trivialskola
Nora trivialskola var en gymnasieförberedande skola, trivialskola/pedagogi, i Nora som verkade till 1905.
År 1860 omtalas skolan som en tvåklassig pedagogi i en ny skolbyggnad från 1841. År 1877 är skolan en tvåklassig pedagogioch 1888 en pedagogi med 20 elever .
Pedagogin som inte blev lägre elemntarläroverk efter 1849 eller lägre allmänt läroverk 1878 lades ner 1905 då den ombildades till en samskola som senare blev Nora samrealskola.